# Giovanni Guarlotti
Giovanni Guarlotti (Galliate, 19 novembre 1869 – Torino, 8 maggio 1954) è stato un pittore italiano.

## Biografia
Studiò all'Accademia Albertina di Torino. Nel capoluogo piemontese espose in diverse occasioni, mentre più rare furono le partecipazioni a mostre tenute in altre località. Rimase estraneo alle correnti allora in voga, mantenendo uno stile impressionista. Fu pittore molto legato al mondo agreste, che rappresentò con grande sensibilità.
Tra i pittori torinesi che si ispirarono alla sua opera e al suo stile pittorico ricordiamo Pietro Augusto Cassina. 